# Jamal Maroof
Jamal Ibrahim Hussain Maroof Alblooshi, meglio noto come Jamal Maroof (in arabo جمال معروف‎?; Dubai, 23 novembre 1991), è un calciatore emiratino, attaccante dell'Hatta Club .